# Fontaines-en-Duesmois
Fontaines-en-Duesmois ist eine französische Gemeinde mit 117 Einwohnern (Stand: 1. Januar 2022) im Département Côte-d’Or in der Region Bourgogne-Franche-Comté (vor 2016 Bourgogne); sie gehört zum Arrondissement Montbard und zum Kanton Châtillon-sur-Seine. Die Einwohner werden Dubifontains genannt.

## Geographie
Fontaines-en-Duesmois liegt etwa 51 Kilometer nordwestlich von Dijon. Umgeben wird Fontaines-en-Duesmois von den Nachbargemeinden Villaines-en-Duesmois im Norden, Magny-Lambert im Nordosten, Chaume-lès-Baigneux im Osten, Lucenay-le-Duc im Süden und Westen sowie Touillon im Westen.

## Bevölkerungsentwicklung
| Jahr                       | 1962 | 1968 | 1975 | 1982 | 1990 | 1999 | 2006 | 2013 | 2019 |
| Einwohner                  | 198  | 175  | 171  | 134  | 124  | 126  | 143  | 125  | 118  |
| Quellen: Cassini und INSEE |      |      |      |      |      |      |      |      |      |

## Sehenswürdigkeiten
- Kirche Saint-Germain, seit 1927/2006 Monument historique
- Kapelle Saint-Nicolas aus dem 16. Jahrhundert, seit 1950 Monument historique
- Zisterzienserscheune von Émorots, seit 2009 Monument historique
- Herrenhaus aus dem 15. Jahrhundert

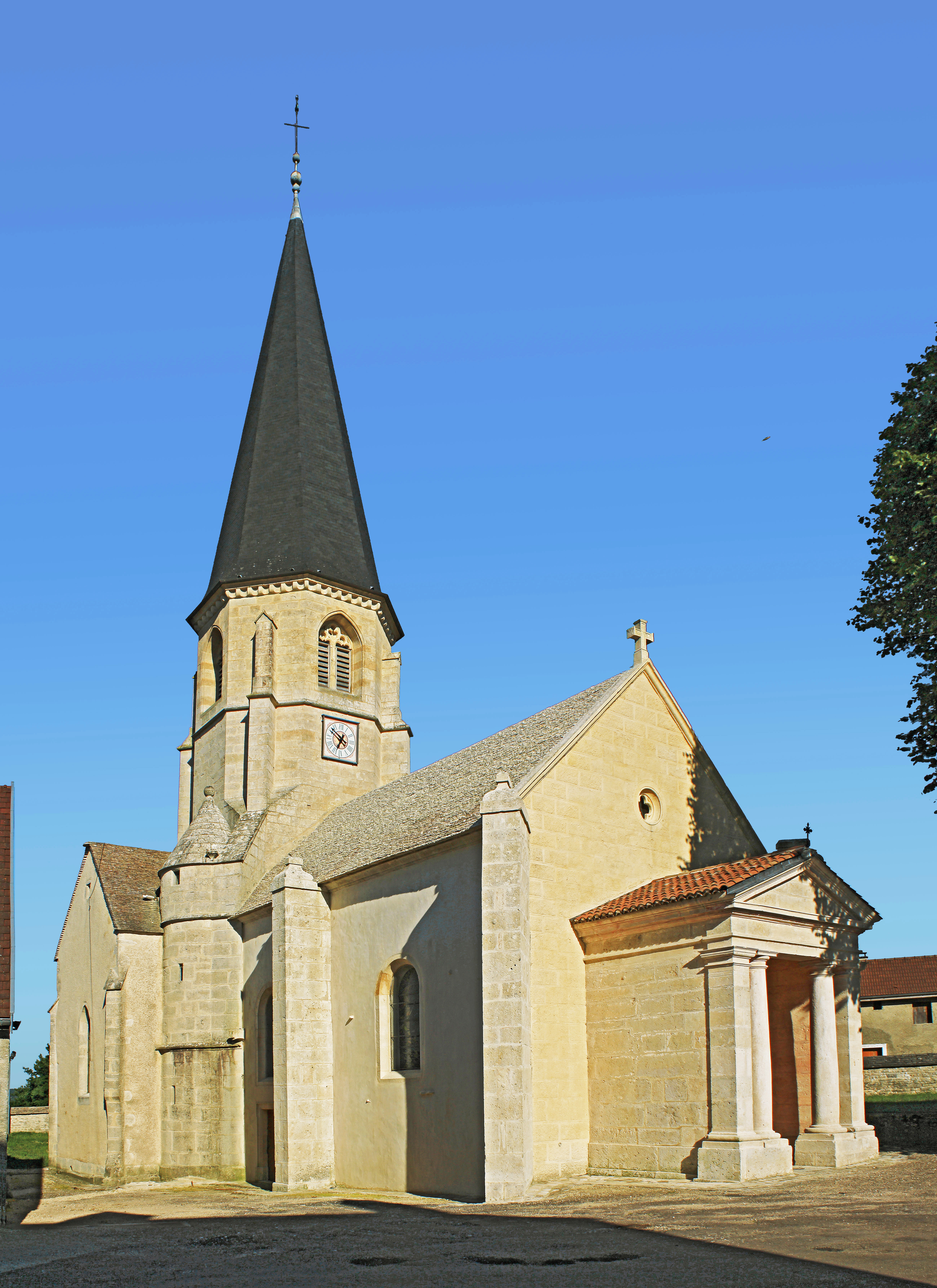
Kirche Saint-Germain
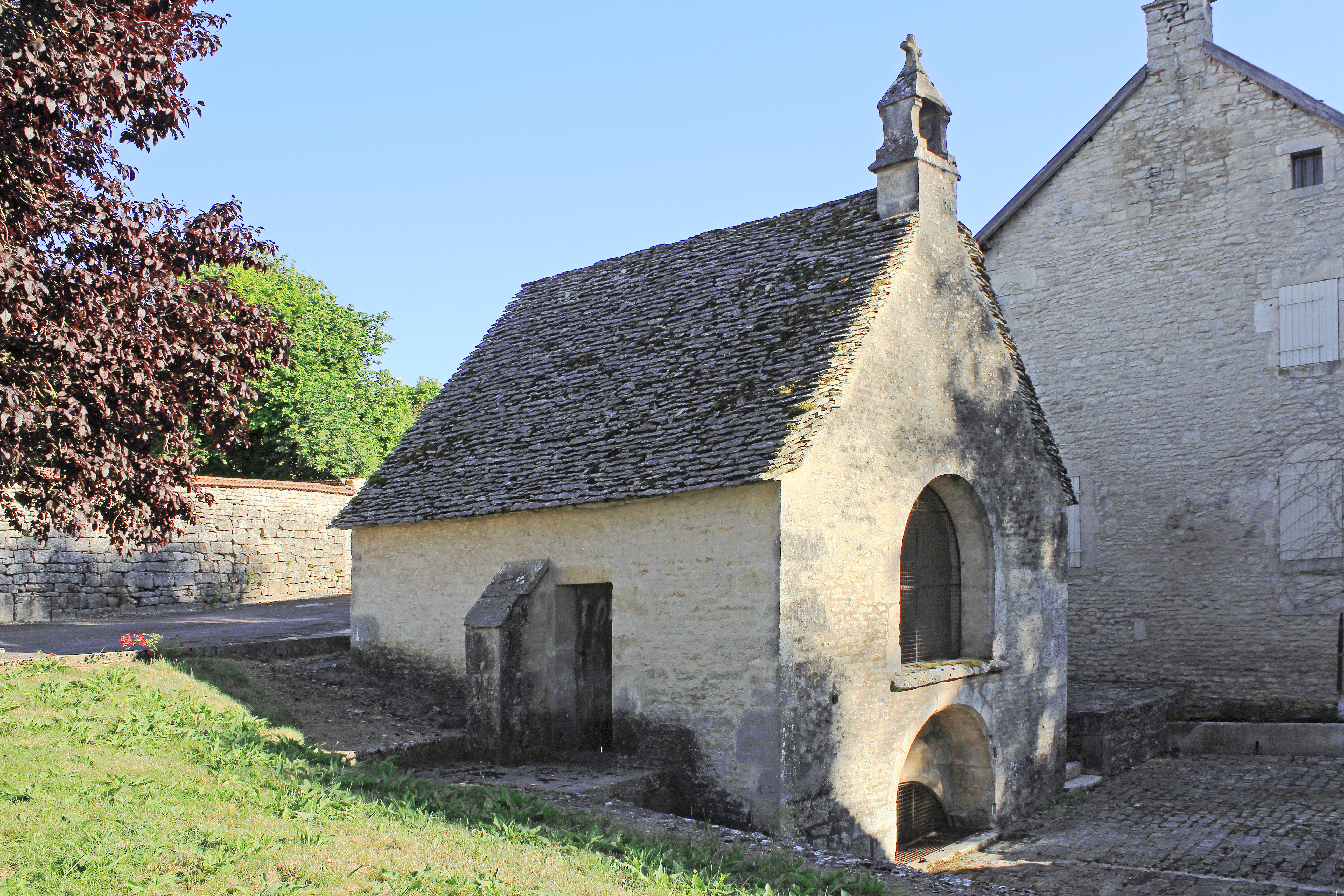
Kapelle Saint-Nicolas
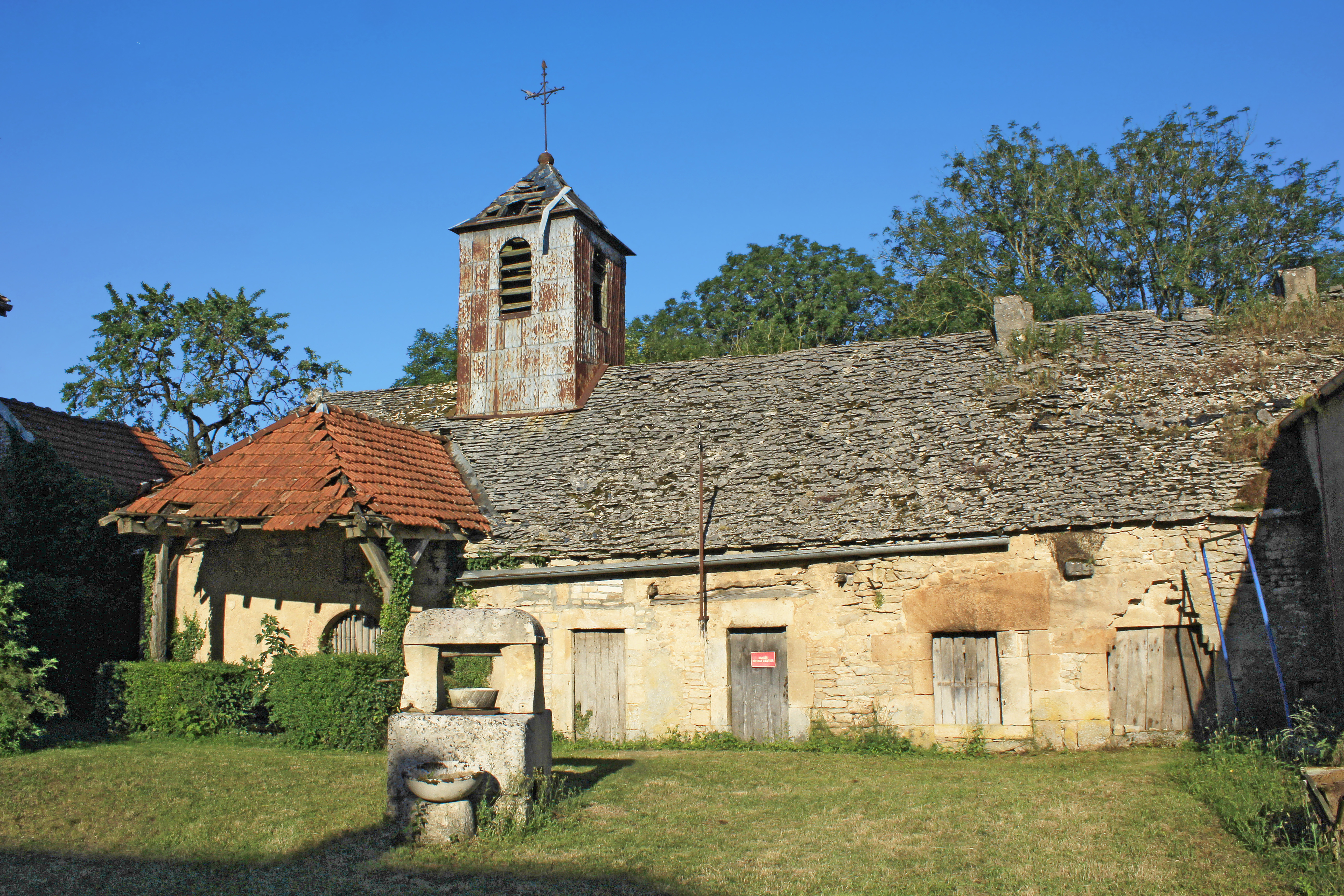
Zisterzienserscheune
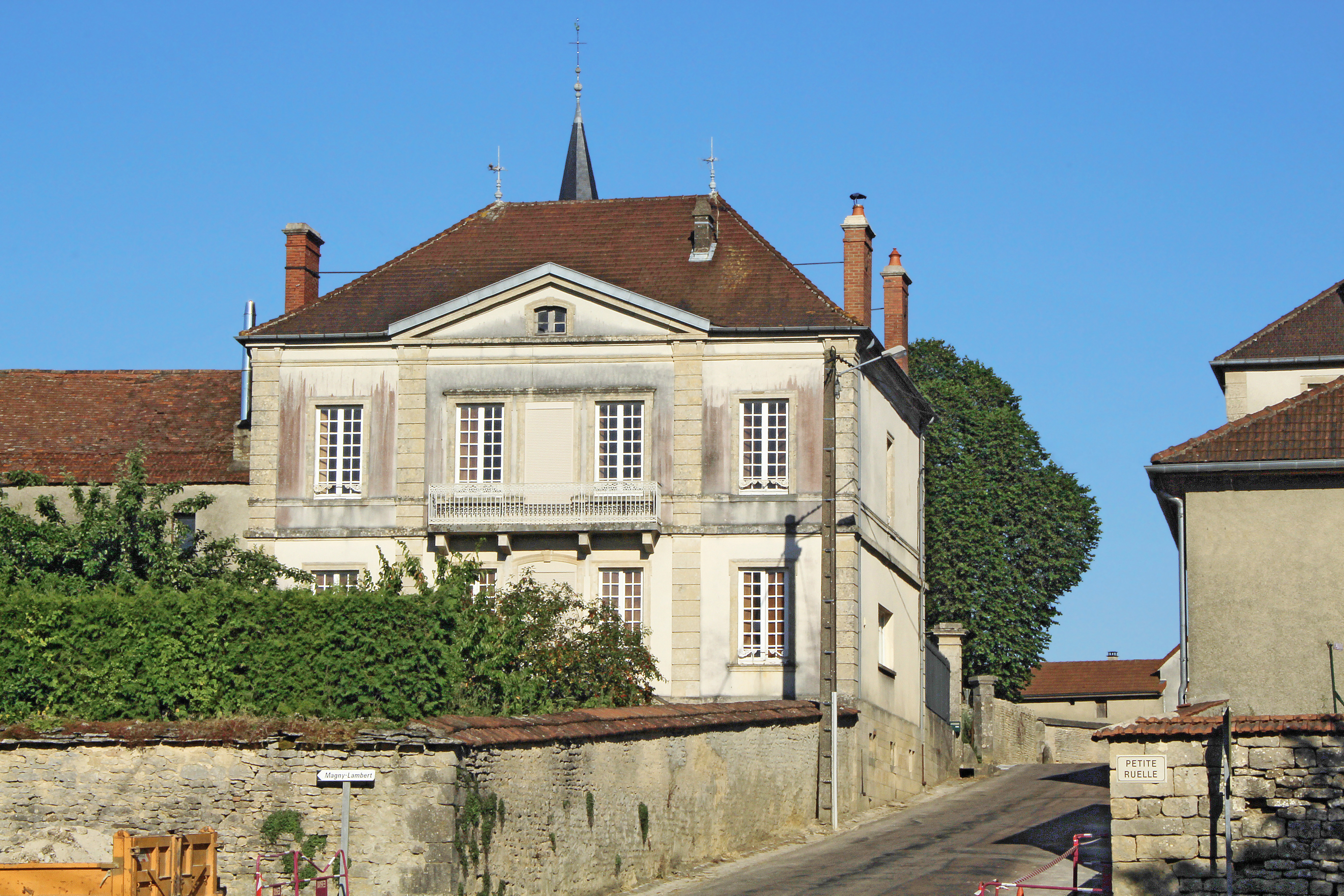
Herrenhaus